# Xian de Chongyi
Le xian de Chongyi (崇义县 ; pinyin : Chóngyì Xiàn) est un district administratif de la province du Jiangxi en Chine. Il est placé sous la juridiction de la ville-préfecture de Ganzhou.

## Démographie
La population du district était de 194 951 habitants en 1999.